# Skämningsfors
Skämningsfors är en herrgård i Brandstorps socken i Habo kommun.
Säteriet är sammanslaget av 3/4 Arkarebol, 1/8 mtl Skaningsgården och 2 3/4 mtl Skämning och bar sistnämnda namn i jordeböckerna på 1600- och 1700-talen. Namnet Skämningsfors fick sanktion genom kungligt brev 1851. Det var sätesgård i början på 1600-talet och ägdes inom släkten Hård af Segerstad i fyra led (till 1786) och tillhörde i början av 1800-talet ryttmästaren B. Gust. Lind af Hageby, som uppförde den nuvarande huvudbyggnaden av sten samt förbättrade godset i övrigt. Familjen von Essen var sista ägare innan herrgården blev vårdboende.